# Alexandre-Ferdinand de Parseval-Deschênes
Alexandre-Ferdinand de Parseval-Deschênes, francoski admiral in politik, * 27. november 1790, † 10. junij 1860.